# Organomolybdeenchemie
In de organomolybdeenchemie worden organische verbindingen bestudeerd waarin een directe binding aanwezig is tussen koolstof en molybdeen. Aangezien molybdeen een metaal is, vormt de organomolybdeenchemie een subdiscipline van de organometaalchemie.

Enkele organomolybdeenverbindingen
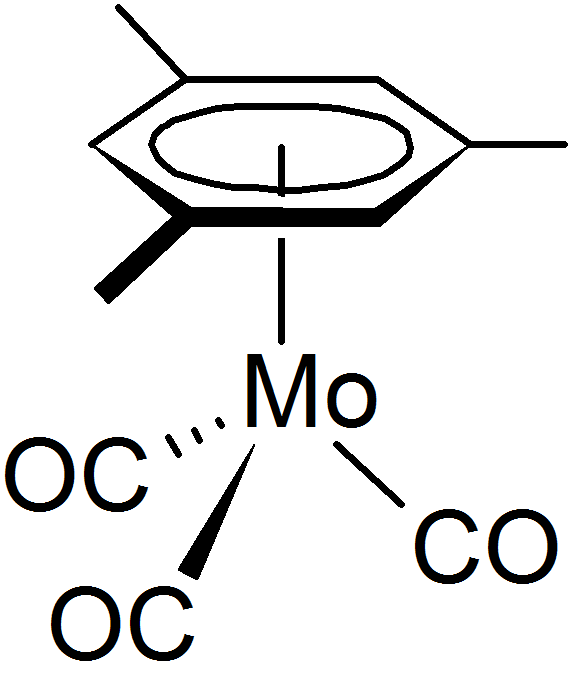
Mesityleenmolybdeen
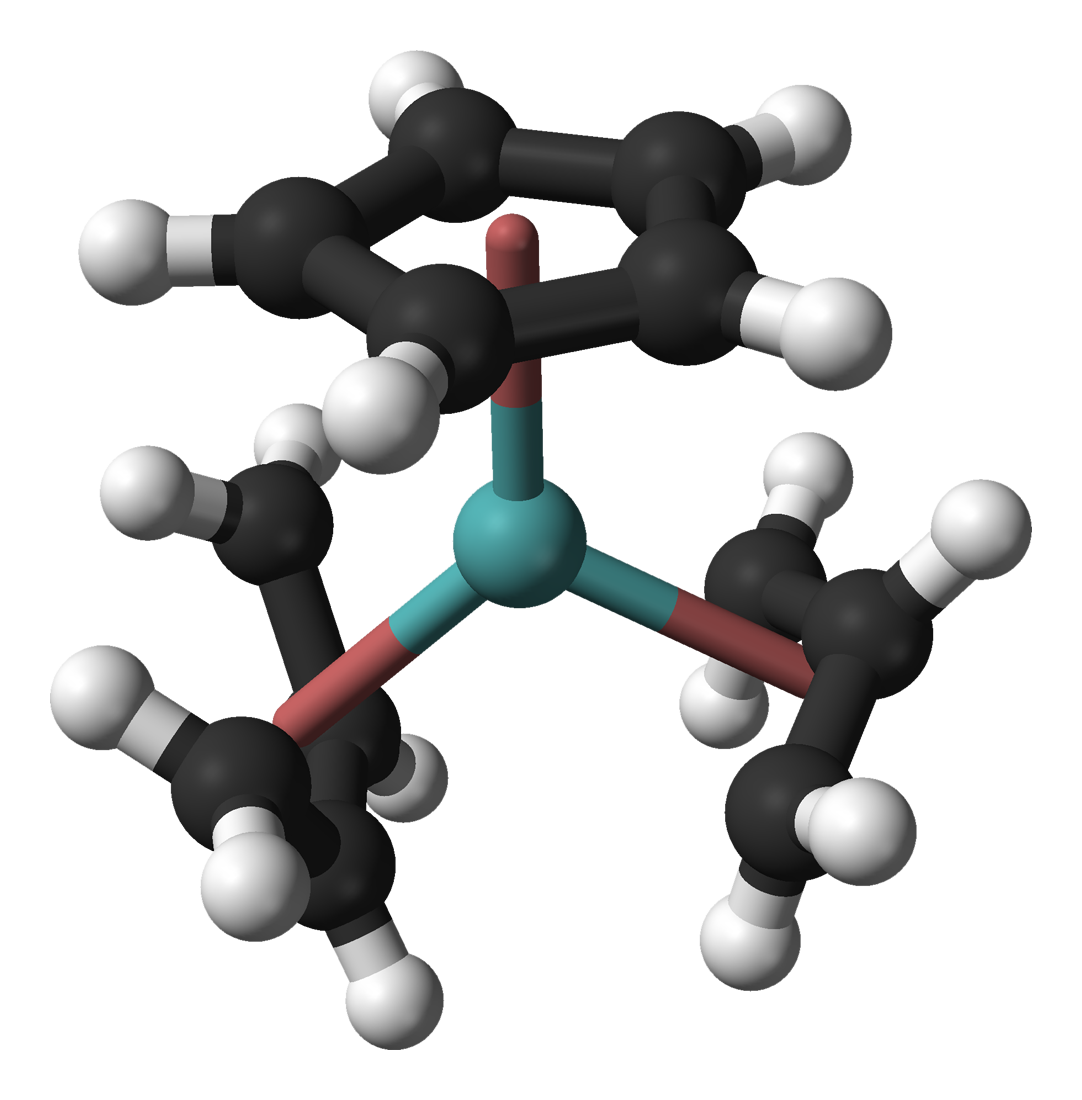
Diallylcyclopentadiënyl-molybdeen
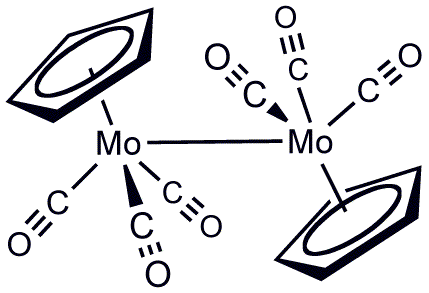
Cyclopentadienyl-molybdeentricarbonyl dimeer
Schrock-katalysator

De organomolybdeenchemie kan goed beschreven worden als een variatie op de organochroomchemie (dezelfde groep in het periodiek systeem) maar toch met een aantal belangrijke verschillen. De Cr(III) verbindingen met alkylgroepen en water als liganden zijn uitgebreid bestudeerd, de overeenkomstige Mo(III) verbindingen nauwelijks. Chromoceen is een stabiele verbinding, molybdenoceen is zeer reactief. Anderzijds vormt molybdeen makkelijk verbindingen van het type Cp2MoX2, terwijl dit type verbindingen voor het kleinere chroomion onmogelijk zijn. Homoleptische complexen (alle liganden zijn gelijk) van het type R4Mo zijn zeldzaam. Molybdeenhexacarbonyl en de verwante carbeen en carbyn-complexen zijn wel beschreven, evenals CpMo(CO)32. De overeenkomstige chroomverbinding is niet stabiel ten gevolge van de sterische hindering tussen de substituenten: de verbinding valt onder homolyse van de Cr-Cr-binding uiteen.

## toepassingen
In de Kauffmann-olefinering wordt door molybdeen(III)chloride en methyllithium een organomolybdeencomplex gevormd dat de olifinering tot stand kan brengen.
Organomolybdeenverbindingen vinden onder andere toepassing in de synthese van kroon(thio)ethers, zoals het voorbeeld van 9S3 laat zien. Het molybdeencarbonylcomplex zorgt ervoor dat de verschillende zwavelatomen ten opzichte van elkaar in de goede positie staan voor de reactie.

## Navigatie
Navigatie Koolstof-elementbinding